# Triatlo nos Jogos Olímpicos de Verão de 2008
O triatlo nos Jogos Olímpicos de Verão de 2008 foi disputado entre os dias 18 e 19 de agosto em Pequim, na China. Os eventos foram realizados no Reservatório de Ming Tomb.

## Calendário
| Agosto  | 6 | 7 | 8 | 9 | 10 | 11 | 12 | 13 | 14 | 15 | 16 | 17 | 18 | 19 | 20 | 21 | 22 | 23 | 24 |
| ------- | - | - | - | - | -- | -- | -- | -- | -- | -- | -- | -- | -- | -- | -- | -- | -- | -- | -- |
| Triatlo |   |   |   |   |    |    |    |    |    |    |    |    | 1  | 1  |    |    |    |    |    |

|  | Dia de competição |  | Dia de final |

## Competição

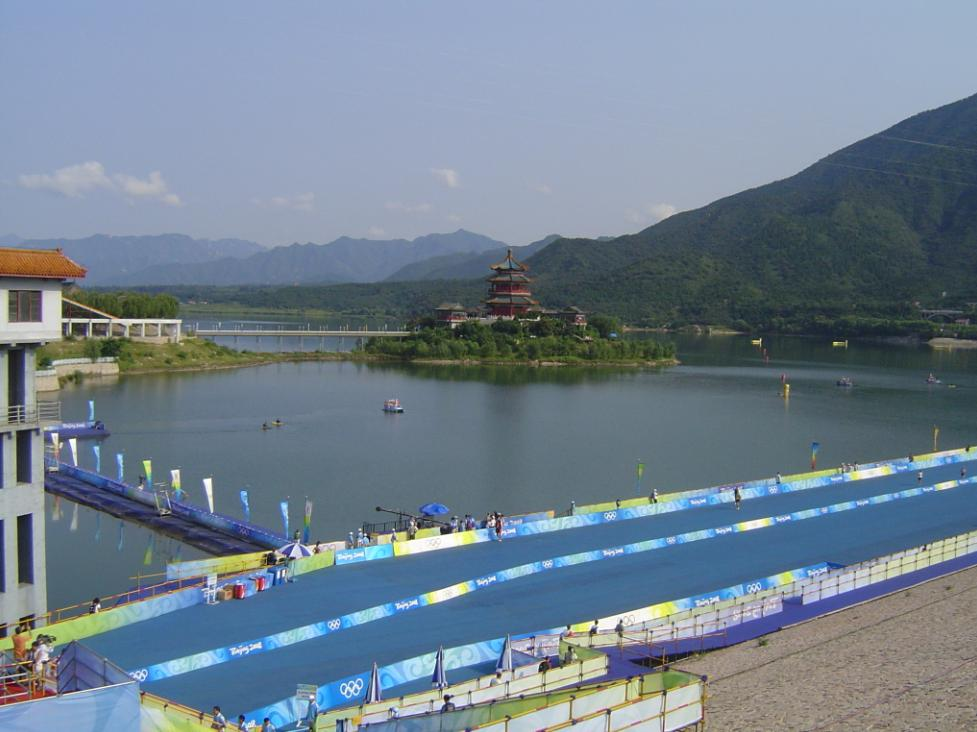
Sede do triatlo no Reservatório de Ming Tomb.

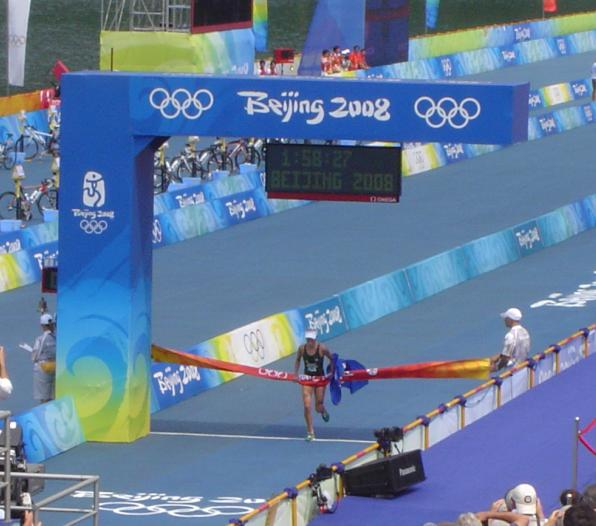
Emma Snowsill cruza a linha de chegada e conquista o ouro no triatlo feminino.

A competição do triatlo olímpico consiste de três eventos:
- Natação: 1.500m
- Ciclismo: 40 km
- Corrida: 10 km

## Eventos
Dois conjuntos de medalhas foram concedidas nos seguintes eventos:
- Masculino
- Feminino

## Medalhistas
| Evento             | Ouro                        | Prata                          | Bronze                           |
| ------------------ | --------------------------- | ------------------------------ | -------------------------------- |
| Feminino detalhes  | Emma Snowsill AUS Austrália | Vanessa Fernandes POR Portugal | Emma Moffatt AUS Austrália       |
| Masculino detalhes | Jan Frodeno GER Alemanha    | Simon Whitfield CAN Canadá     | Bevan Docherty NZL Nova Zelândia |

## Quadro de medalhas
| Ordem | País              | Medalha de ouro | Medalha de prata | Medalha de bronze |   | Ordem por total |
| ----- | ----------------- | --------------- | ---------------- | ----------------- | - | --------------- |
| 1     | AUS Austrália     | 1               |                  | 1                 | 2 | 1               |
| 2     | GER Alemanha      | 1               |                  |                   | 1 | 2               |
| 3     | CAN Canadá        |                 | 1                |                   | 1 | 2               |
| 3     | POR Portugal      |                 | 1                |                   | 1 | 2               |
| 5     | NZL Nova Zelândia |                 |                  | 1                 | 1 | 2               |
| TOTAL | TOTAL             | 2               | 2                | 2                 | 6 | —               |